# Мамчур Тарас Павлович
Тара́с Па́влович Мамчур (позивний — «Піка») — український військовослужбовець 80-ї окремої десантно-штурмової бригади Збройних Сил України. Учасник російсько-української війни, що відзначився у ході російського вторгнення в Україну.

## Життєпис
Учасник операції об'єднаних сил на незаконно захоплених територіях Донецької та Луганської областей.
Під час російського вторгнення в Україну бере участь у бойових діях у складі сил оборони.

## Нагороди
- орден «За мужність» III ступеня (04.04.2022) — за особисту мужність і самовіддані дії, виявлені у захисті державного суверенітету та територіальної цілісності України, вірність військовій присязі[1].
- Медаль «За оборону рідної держави» міста-героя Ірпінь (18 жовтня 2022, № 27335) — за стійкість, особисту мужність і героїзм, високий професіоналізм, зразкове виконання службового обов'язку, що були виявлені при захисті незалежності й територіальної цілісності України[джерело?].